# Ashkirk
Ashkirk est un village situé dans les Scottish Borders, en Écosse.